# Aglaia pleuropteris
Aglaia pleuropteris är en tvåhjärtbladig växtart som beskrevs av Jean Baptiste Louis Pierre. Aglaia pleuropteris ingår i släktet Aglaia och familjen Meliaceae. Inga underarter finns listade i Catalogue of Life.